# Cucarrete
Cucarrete fue una aldea a las afueras del municipio de Los Barrios (Cádiz). 
Estaba situada en pleno corazón del Parque de Los Alcornocales, fue fundada a principios del siglo XVIII por familias provenientes de San Roque, Gibraltar y de la serranía de Ronda.
El Gentilicio era cucarreteño, los apellidos más comunes que dieron origen a la aldea son: Márquez, Correro, Rojas, Calvente y Mariscal. 
Había unas cincuenta casas de las cuales queda una original en pie, las demás fueron demolidas a principios de los años 70.
Una curiosidad de tan sana vida que tuvieron sus habitantes, es su promedio de longevidad (85 a 95 años).
El 18 y 19 de octubre de 2014, se celebraron unas Jornadas para recordar la aldea de Cucarrete en Los Barrios. El último día, se realizó una jornada de convivencia en el lugar donde estaba situada la aldea, donde se reunieron unas 500 personas, la mayoría descendientes de los habitantes originarios de Cucarrete. Acudieron familiares ahora afincados en otras regiones de España. Está iniciativa de recordar y recuperar la memoria de Cucarrete nació en la red social Facebook por parte de descendientes de los habitantes que fueron de Cucarrete.